# Woodfordia uniflora
Woodfordia uniflora là một loài thực vật có hoa trong họ Lythraceae. Loài này được (A. Rich.) Koehne miêu tả khoa học đầu tiên năm 1881.